# Приваловські мільйони (фільм, 1972)
«Приваловські мільйони» (рос. «Приваловские миллионы») — радянський двосерійний художній фільм 1972 року за мотивами творів  Д. Н. Маміна-Сибіряка.

## Сюжет
Спадкоємець величезних статків і підприємств Сергій Привалов (Кулагін), який приїхав до рідного уральського провінційного містечка з наміром вкластися в поліпшення життя робітників і простих жителів, змушений вже незабаром відбути в Петербург зі своїм адвокатом Верьовкіним (Пузирьов), щоб там через суд позбавити права опіки над собою підприємців Половодова ( Стржельчик) і Ляховського (Файт), що претендують на спадок і плетуть проти Привалова інтриги.

## У ролях
| Актор                | Роль                                  |
| -------------------- | ------------------------------------- |
| Леонід Кулагін       | Сергій Олександрович Привалов         |
| Владислав Стржельчик | Половодов Олександр Павлович          |
| Людмила Хитяєва      | Половодова Антонида Іванівна          |
| Андрій Файт          | Ляховський Ігнатій Львович            |
| Людмила Чурсіна      | Зося Ляховська (Привалова)            |
| Юрій Пузирьов        | Верьовкін Ніколя                      |
| Григорій Шпігель     | Оскар Пилипович                       |
| Никифор Колофідін    | Бахарєв Василь Назарич                |
| Любов Соколова       | Марія Степанівна Бахарєва             |
| Галина Кіндінова     | Надія Василівна Бахарєва              |
| Олександр Дем'яненко | Віктор Бахарєв                        |
| Людмила Шагалова     | Хіонія Олексіївна Заплатіна           |
| Анатолій Торопов     | Заплатін Віктор                       |
| Валентина Шарикіна   | актриса Катерина Колпакова            |
| Ігор Ясулович        | механік Лоскутов Максим               |
| Віктор Щеглов        | керуючий заводами Сарматов            |
| Євген Євстигнєєв     | Іван Якович                           |
| Віктор Чекмарьов     | Лепьошкін Аніка Панкратович           |
| Станіслав Чекан      | купець Канунников Кузьма Ферапонтович |
| Юрій Леонідов        | Крулевський                           |
| Ігор Головін         | Дьяконов                              |
| Анатолій Кубацький   | Бельмонте                             |
| Володимир Маренков   | Тьолкин                               |
| Павло Федосеєв       | поштовий чиновник                     |
| Маргарита Буторіна   | Матрьошка                             |

## Знімальна група
- Сценарій —  Ігор Болгарін,  Віктор Смирнов, Ярополк Лапшин
- Режисер-постановник — Ярополк Лапшин
- Головний оператор —  Ігор Лукшин
- Художник-постановник —  Юрій Істратов
- Композитор —  Юрій Левітін